# Igor Piovano
Pour les articles homonymes, voir Piovano.
Igor Piovano est un danseur et chorégraphe contemporain né en Italie.

## Biographie
Il a dansé comme premier danseur pour les compagnies du Teatro Nuovo Torino en 1990, Compagnia Italiana di Balletto Carla Fracci (partenaire de Fracci) en 1991, l'Arena di Verona (il y gagne la médaille d'or du Concours de Chiavari), Perti Virtaneen Dancers, Compagnia Veneta di Balletto et, en 1994, le Béjart Ballet Lausanne où il interprète les rôles principaux durant 12 ans.
Il est professeur invité pour le Béjart Ballet Lausanne (compagnie et école), la Terna Dance School (Italie), le Dover Dance Academy (USA), le Catskill Ballet Theatre (USA), l'Académie de danse de Florence (Italie), le Balletto di Parma (Italie), le Ballet du Rhin (France), Arena 225 à Zurich, le Vevey Youth Ballet, le Prix de Lausanne et l'AFJD filière Danse-études (Suisse).
En 2001, il tourne le film One Last Dance avec Patrick Swayze et en 2003 il collabore avec l'Opéra de Paris pour le ballet Le Mandarin merveilleux. De 2001 à 2005, il est maître de ballet, professeur et premier danseur au Béjart Ballet Lausanne.
Depuis 2006, il est membre du jury pour les présélections du Prix de Lausanne.
Depuis janvier 2007, il est un des vidéastes attitrés du Prix de Lausanne pour sa vision artistique de la danse.
Depuis mars 2012, il est membre du jury et professeur invité pour l'audition Sport-études pour le canton du Jura (Délémont). Il devient moniteur dans la section Danse pour « Jeunesse et Sport ».
Il est membre et inscrit dans le registre professionnel de la Fédération suisse des écoles de danse (FSED).
Il est actuellement directeur de l'Académie de danse Igokat, vice-président de l'ASCI ainsi que danseur, chorégraphe et professeur freelance.

## Principales chorégraphies
- 2004 : spectacle d'ouverture du Symposium international de la harpe
- 2005 : The Musical Soirée
- 2006 : Carte blanche, Les Malheurs de Sophie et la Soirée Investec
- 2007 : soirée GRAAP Bal de l'Entraide, 70e anniversaire de la Loterie romande et ouverture du portail peint à la cathédrale de Lausanne
- 2008 : Dentro et La Belle Hélène pour l'Opéra de Lausanne en collaboration avec Kathryn Bradney. Chorégraphe pour les championnats d'Europe de gymnastique
- 2008 : Le Fantôme du château
- 2009 : Le 6e Élément au Théâtre Métropole à Lausanne
- 2009 : chorégraphe et metteur en scène pour le Festival de Saint-Prex (Roméo et Juliette), chorégraphe et premier danseur pour le gala des « Grands Brûlés » au Théâtre de Beaulieu
- novembre 2009 : premier danseur avec la Compagnie Igokat pour le 2e anniversaire de la disparition de Maurice Béjart au Teatro Nuovo de Turin et invité d'honneur du 150e anniversaire de la province de Cuneo en Italie
- 2010 : Shéhérazade
- juin 2010 : chorégraphe et premier danseur dans Tais-toi et danse au Théâtre Métropole à Lausanne , premier danseur invité pour le gala du Cinevox Junior Company
- mai 2011 : chorégraphe et premier danseur dans BD – Ballet Dessiné au Théâtre de l'Octogone à Pully
- 2011 : BD – Ballet Dessiné au Théâtre de Vevey et au Théâtre de l'Octogone à Pully
- 2012 : Chatouille
- 2012 : Une chance, un sourire à l'Espace culturel des Terreaux à Lausanne et au Théâtre Marens à Nyon
- 2013 : Give & Take à l'Espace culturel des Terreaux à Lausanne.
- 2014 : Alice au pays des merveilles
- 2014 : Vouloir c'est pouvoir à l'Espace culturel des Terreaux à Lausanne
- 2015 : Dansebook à l'Espace culturel des Terreaux à Lausanne
- 2016 : Dansebook au Théâtre de Colombier à Neuchâtel
- 2016 : Cendrillon au Grand Bal d'Igokat
- 2016 : Roméo cherche Juliette à l'Espace culturel des Terreaux à Lausanne